# Ceolwulf dei Gewisse
Ceolvulfo Cuthing (... – 611 circa) fu re dei Gewisse (regno anglosassone nell'Inghilterra altomedievale) dal 597 al 611.
La Cronaca anglosassone afferma che egli era costantemente in guerra. L'attestazione più chiara su di lui è quella che lo ricorda in battaglia nel 607 contro il regno anglosassone del Sussex. Fratello del precedente re Ceol, figlio di Cutha e nipote di Cynric, sul trono gli succedette il nipote Cynegils.